# Маја Ненадић
Маја Ненадић (Београд, 9. април 1993) српска је ТВ водитељка. Тренутно ради на Гранд ТВ.

## Биографија
Маја Ненадић је похађала Универзитет Мегатренд, смер за односе за јавношћу. Телевизијску каријеру започела је у пролеће 2014. године као водитељка Гранд магазина, четворочасовне емисије колажног типа која се приказује на Гранд ТВ. Улогу водитељке имала и у трећој и четвртој сезони емисије Десетка, такође на програму Гранд ТВ.
Изјашњава се као навијачица Црвене звезде.